# Aimé Millet

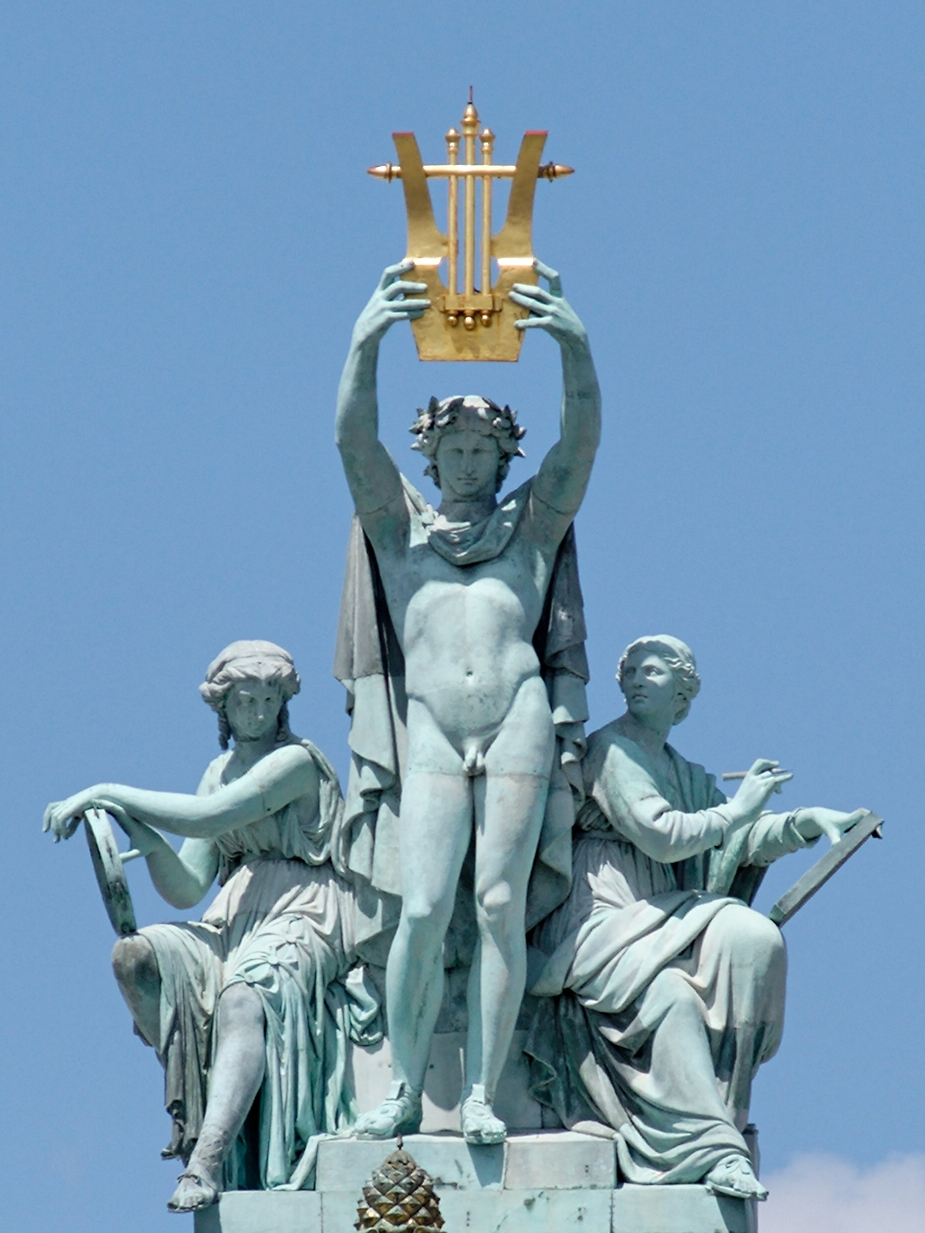
Apolo entre as musas da Poesia e da Música, Ópera Garnier

Aimé Millet (Paris, 28 de setembro de 1819 - Paris, 14 de janeiro de 1891) foi um escultor da França.
Era filho do miniaturista Frederick Millet e estudou na École des Beaux Arts com David d'Angers e Viollet-le-Duc. Começou a realizar encomendas a partir de 1840. Em 1859 recebeu a Legião de Honra, e em 1870 foi indicado professor na École nationale supérieure des arts décoratifs. Entre seus alunos estavam Louis Majorelle, Berthe Morisot e François Pompon. Das obras que deixou são notáveis o grupo em bronze sobre a Ópera Garnier, em Paris, uma estátua monumental de Vercingetórix, em Alesia, um Mercúrio, uma estátua de François-René de Chateaubriand e seis alegorias dos continentes.